# Дейв Роджер
Дейв Роджер (англ. Dave Rodger, 18 червня 1955) — новозеландський академічний веслувальник.
Бронзовий призер Олімпійських Ігор 1976 року в складі вісімки, учасник 1984 року.
Чемпіон світу 1982, 1983 років у складі вісімки, срібний призер 1977 року в складі розпашної четвірки, бронзовий призер 1974, 1975, 1978 років у складі вісімки.